# Coahoma (Teksas)
Coahoma – miasto w Stanach Zjednoczonych, w stanie Teksas, w hrabstwie Howard.